# Polskie Towarzystwo Ekonomiczne

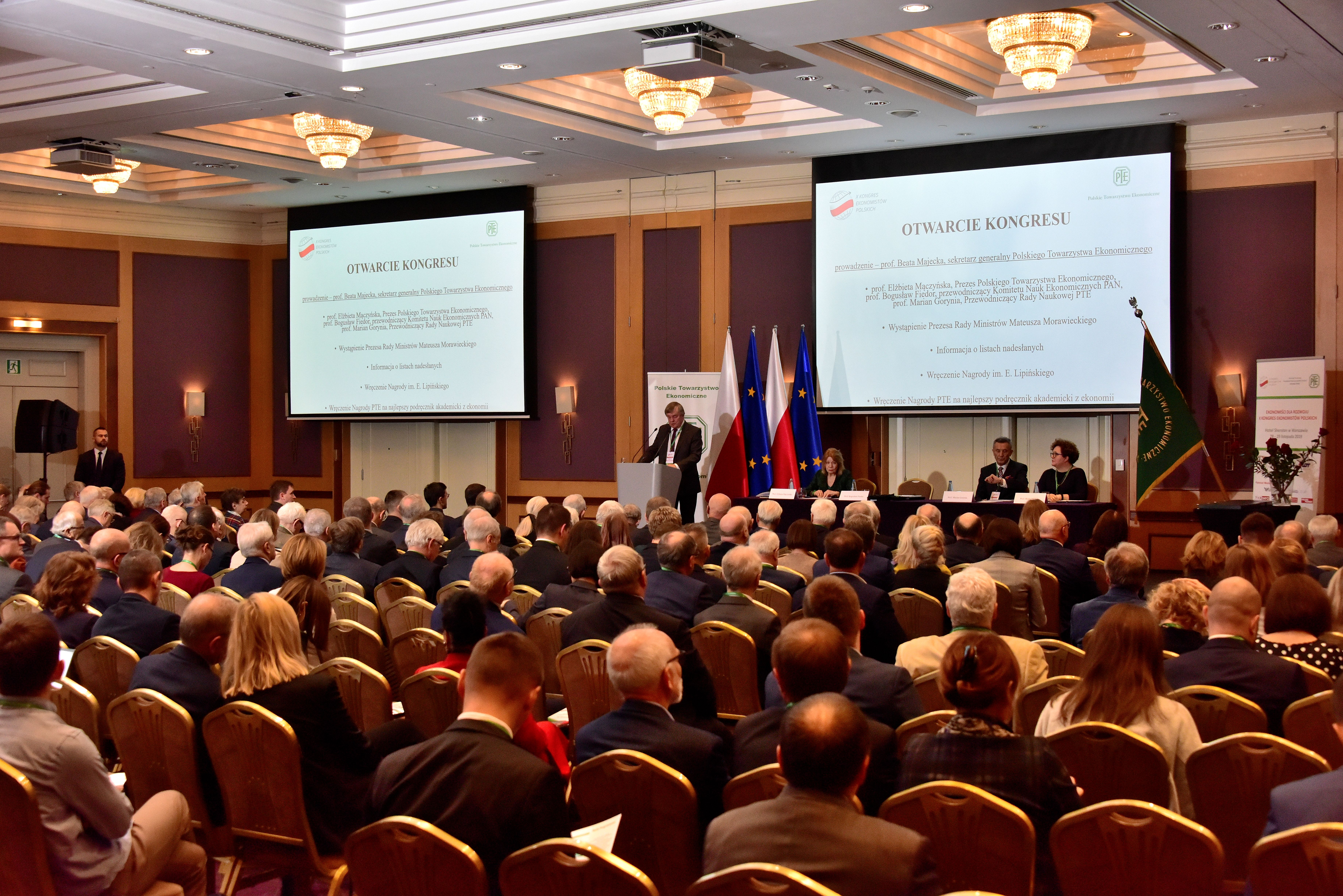
X Kongres Ekonomistów Polskich w Warszawie organizowany przez PTE (2019)

Polskie Towarzystwo Ekonomiczne (PTE) – ogólnopolskie stowarzyszenie zrzeszające ekonomistów praktyków i teoretyków.
Towarzystwo ma siedzibę w kamienicy Bentkowskiego przy ul. Nowy Świat 49 w Warszawie.
Prezesem PTE od 2021 roku jest Marian Gorynia.

## Historia PTE
Zostało powołane podczas Zjazdu Założycielskiego w grudniu 1945 roku. Nawiązywało do tradycji zawodowych ruchów ekonomistów na ziemiach polskich w XIX w. oraz warszawskiego Stowarzyszenia Ekonomistów i Statystyków, a także Towarzystw Ekonomicznych działających w Krakowie, Poznaniu i Lwowie w okresie międzywojennym.
PTE jest członkiem Międzynarodowego Stowarzyszenia Ekonomicznego (International Economic Association).
Prezesem honorowym PTE jest Elżbieta Mączyńska-Ziemacka (prezes w latach 2005–2021).
Od 2004 roku Polskie Towarzystwo Ekonomiczne ma status organizacji pożytku publicznego. W 2024 roku posiadało oddziały w 21 miastach w Polsce.

## Cele statutowe PTE
- popularyzowanie wiedzy ekonomicznej w Polsce,
- działalność opiniotwórcza,
- podnoszenie kwalifikacji,
- integracja środowiska ekonomistów.

## Prezesi Zarządu Głównego[1]
- Edward Lipiński (2 grudnia 1945 – 12 marca 1965)
- Oskar Lange  (12 marca 1965 – 2 października 1965)
- Józef Pajestka (6 maja 1967 – 8 marca 1981)
- Tomasz Afeltowicz (8 marca 1981 – 10 listopada 1985)
- Zdzisław Sadowski (10 listopada 1985 – 2005)
- Elżbieta Mączyńska-Ziemacka (2005 – 2021)
- Marian Gorynia (od października 2021)

## Działalność
- aktywne uczestnictwo w procesie reformowania gospodarki poprzez organizowanie kongresów (w tym co kilka lat Kongresu Ekonomistów Polskich), konferencji oraz seminariów naukowych,
- organizowanie Olimpiady Wiedzy Ekonomicznej[3],
- wydawanie publikacji naukowych,
- prowadzenie działalności konsultacyjno-doradczej oraz informacyjnej w dziedzinie ekonomii dla różnych podmiotów gospodarczych,
- opracowywanie ekspertyz i analiz ekonomicznych,
- tworzenie szkół policealnych, szkół wyższych oraz studiów podyplomowych o profilu ekonomicznym,
- współwydawca dwumiesięcznika „Ekonomista”,
- przyznawania dorocznej Nagrody im. Edwarda Lipińskiego za najlepszą książkę w dziedzinie nauk ekonomicznych[4],
- przyznawania nagrody za najlepsze podręczniki w zakresie ekonomii.
- prowadzenie Wydawnictwa PTE oraz księgarni internetowej